# (35704) 1999 FB13
1999 FB13 (asteroide 35704) é um asteroide da cintura principal. Possui uma excentricidade de 0.23864030 e uma inclinação de 3.68348º.
Este asteroide foi descoberto no dia 19 de março de 1999 por Spacewatch em Kitt Peak.